# Marcelinho Carioca
Marcelinho Carioca, właśc. Marcelo Pereira Surcin (ur. 31 grudnia 1971 w Rio de Janeiro) – piłkarz brazylijski, występujący podczas kariery na pozycji ofensywnego pomocnika.

## Kariera klubowa
Karierę piłkarską Marcelinho Carioca rozpoczął w klubie CR Flamengo w 1988. W lidze brazylijskiej zadebiutował 30 listopada 1988 w wygranym 1-0 meczu derbowym z Fluminense FC, zastępując Zico. We Flamengo występował do 1994. Z Flamengo zdobył mistrzostwo Brazylii 1992, Copa do Brasil w 1990 oraz mistrzostwo stanu Rio de Janeiro – Campeonato Carioca w 1991. W latach 1994–1997 występował w Corinthians Paulista. Z Corinthians dwukrotnie mistrzostwo stanu São Paulo – Campeonato Paulista w 1995 i 1997.
W 1997 Marcelinho zdecydował się na wyjazd do Europy do Valencii. Był to nieudany epizod w jego karierze, gdyż rozegrał w Valencii zaledwie 5 meczów, po czym powrócił do Corinthians. Z Corinthians zdobył kolejne dwa tytuły mistrza stanu São Paulo w 1999 i 2001 oraz Klubowe Mistrzostwo Świata 2000. W 2001 występował w Santosie FC, po czym wyjechał do Japonii do klubu Gamba Osaka. W 2003 i 2004 występował w CR Vasco da Gama. W latach 2004–2005 ponownie występował w Europie w AC Ajaccio. Po powrocie do Brazylii występował w Brasiliense, z którym zdobył mistrzostwo Dystryktu Federalnego w 2005. W latach 2006–2007 po raz trzeci występował w Corinthians. W latach 2007–2009 występował w EC Santo André.
W Santo André Marcelinho rozegrał swój ostatni mecz w lidze 6 grudnia 2009 w przegranym 0-4 meczu z SC Internacional. W latach 1988–2009 lidze brazylijskiej rozegrał 283 mecze i strzelił 90 bramek. W 13 stycznia 2010 Marcelinho Carioca rozegrał swój pożegnalny mecz. Corinthians pokonało CA Huracán 3-0. Marcelinho wystąpił w tym meczu z numerem 100 na koszulce.

## Kariera reprezentacyjna
W reprezentacji Brazylii Marcelinho Carioca zadebiutował 23 grudnia 1994 w wygranym 2-1 towarzyskim meczu z reprezentacją Jugosławii. W 1998 wystąpił w towarzyskich meczach z Jugosławią i Ekwadorem, w których zdobył bramki. Ostatni raz w reprezentacji wystąpił 25 kwietnia 2001 w zremisowanym 1-1 meczu z reprezentacją Peru w eliminacjach Mistrzostw Świata 2002.